# Vizaknai Antal
Vizaknai Antal (eredetileg Vizneker Antal) (Ürög, 1863. december 3. – Rácváros, 1911. november 29.), statisztikus, a Központi Statisztikai Hivatal aligazgatója; a Magyar Tudományos Akadémia levelező tagja (1905).

## Pályája
A pécsi ciszterci főgimnáziumban, majd a budapesti egyetem jogi karán tanult. 1886-ban államtudományi doktorrá avatták. 1887 őszén a Központi Statisztikai Hivatalban kezdett dolgozni. 1889-ben segédfogalmazó lett, ettől kezdve fokozatosan emelkedett a ranglétrán. 1901-ben a statisztikai hivatal aligazgatójának nevezték ki, 1906-ban miniszteri tanácsosi címet kapott.
A Közgazdasági Szemlében megjelent fontosabb cikkei: 1910: Az 1910 végén tartandó magyar népszámlálás. Akadémiai székfoglaló. (Németül és franciául is megjelent); 1889: Külforgalmunk főbb eredménye 1888-ban, A jelzálogi terhek forgalma Poroszországban, Közegészségügyi statisztikánk reformjához, 1890: A jog- és államtudományi szakoktatás reformja, A halálokok statisztikája, Magyarország 1889-ik évi külforgalmának legfontosabb eredményei, 1891: A magyar és külföldi dohányjövedék, Magyarország árúforgalma 1890-ben, 1893: Magyarország népességének foglalkozási viszonyai a keresők és az eltartottak megkülönböztetésével. 1898: Néhány szó közegészségügyi állapotainkról és teendőinkről. A magyarság és a nemzetiségek az új népmozgalmi statisztika szerint.

## Munkái
- Felelet dr. Apáthy István úrnak a jogi vizsgálatok reformja tárgyában. Budapest, 1889. (Különnyomat a Nemzetgazdasági Szemléből Vizneker névvel).
- A magyar szent korona országainak 1897. évi népesedési mozgalma Budapest, 1898.
- A jog- és államtudományi szakoktatás reformja. Budapest, 1900.
- Az 1900. évi népszámlálásról szóló 1899. évi XLIII. törvényczikk végrehajtása. Budapest, 1900.
- A magyar kir. államvasutak személydíjszabása tekintettel a kocsiosztályokra. Budapest, 1900. (Különnyomat a Közgazdasági Szemléből).
- A zónatarifa reformja és a vasuti személyforgalom fejlesztése. Budapest, 1900. (Különnyomat a Közgazdasági Szemléből.)
- A prostitutióról. Fogalmi okai és alakjai, rendezésének alapelvei és szabályozása. Különösen Magyarországon. Budapest, 1901. (Különnyomat a Közgazdasági lexikonból.)
- Javaslat a zónatarifa átalakítására. Budapest, 1902.
- Des points de vue socieux et economiques dans les denombrements effectues a la fin du XIX. et au commencement du XX. siècle. Budapest, 1902.
- Az 1910 végén tartandó magyar népszámlálás. Közgazdasági Szemle, Budapest, 1910.